# 에스오메프라졸
에스오메프라졸(Esomeprazole) 또는 에소메프라졸은 양성자 펌프 억제제(PPIs)의 일종이다. 2010년 아스트라제네카가 제조하여 다이이찌산쿄가 넥시엄(Nexium)이라는 제품명으로 판매를 시작하였다. 위산 분비를 줄이는 역할을 하므로 위식도 역류병, 소화성 궤양, 졸링거-엘리슨 증후군 치료에 쓰인다. 다른 PPI와 효과는 유사하다. 경구나 정맥 주사로 투여한다.
흔한 부작용에는 두통, 변비, 구강건조증, 복통이 있다. 심한 부작용에는 혈관부종, 디피실리균 감염증, 폐렴 등이 있다. 임신 중 사용은 안전한 것으로 여겨지나, 수유 중 사용의 안전성은 불명확하다. 에소메프라졸은 오메프라졸의 (S)-(−)-광학 이성질체이다. 위에 존재하는 벽세포의 수소-칼륨 ATP가수분해효소를 차단해 작용한다.
특허가 출원된 것은 1993년, 의학용 사용이 승인된 것은 2000년이다. 복제약으로 이용 가능하며 여러 국가에서 일반의약품으로 구매 가능하다. 2021년 기준으로 한 해 동안 미국에서 400만 건 이상 처방되어, 125번째로 많이 처방된 약물로 기록되었다. 미국, 영국, 호주, 캐나다, 뉴질랜드 등에서 저용량 제제는 일반의약품으로 처방 없이 구매 가능하다.